# أولاد خليفة
أولاد خليفة قرية في محافظة سوهاج في جمهورية مصر العربية. 

## الموقع الجغرافي
يحدها من ناحية الغرب نهر النيل ومن ناحية الشرق أولاد يحيى الحاجر ومن ناحية الشمال أولاد يحيى بحرى ومن ناحية الجنوب أولاد يحيى قبلى.